# Kauta
Kauta (Opinión/Criterio en castellano) es un grupo de Guipúzcoa de pop rock cuyas canciones están cantadas en euskera y que fue fundado en 2001 en Andoáin, Guipúzcoa (España).

## Miembros
- Mikel Moreno (voz/guitarra)
- Adrián Elustondo (bajo)
- Gorka Mendizabal (batería)

exmiembros
- Iker Zabala (2001-2003)
- Xabier Maya (2001-2005)

## Discografía
- (maqueta-2003) - No comercializada
- Izan zaitez zu(Sé tú mismo) - 2004 (Oihuka)
- Biluzik (Desnudo) - 2006 (Oihuka)
- Isladak (Reflejos) - 2008 (Atxeh independent records)
- Agerre (Agerre) - 2013 (Baga-biga)